# مدفن القبان (اللاذقية)
الموقع: يقع مدفن القبان على بعد حوالي عشرة كيلو مترات إلى الشمال من مركز المدينة ويتوسط المدينة السياحية الشمالية ومجاروراًلمجمع الشاطئ الأزرق السياحي.
لمحة تاريخية: يعود تاريخ هذا المدفن إلى الفترة الهلنتسية القرن الأول قبل الميلاد وقد حمل هذا الاسم خلال العصر الإسلامي، لوقوعه في المنطقة التي تزان بها مادة الملح المستخرجة بكثرة على سواحلنا حيث يتم تسويق المادة. ويعتبر هذا المدفن الفريد من نوعه في سورية نموذجاًهاماً على تطور العمارة الدفينة.
الوصف المعماري: المدفن بطول 14 متراً وعرض 11 متراً وارتفاع 4 أمتار وهو مشيد بالحجر الرملي القطع المجلوب من مقالع المنطقة. على شكل دهليز وفي داخله موزعة معازب الدفن البالغ عددها إثنى عشر معذباً خمسة في الجدار الشمالي وخمسة في الجدار الجنوبي واثنان عند المدخل الواقع في الجهة الغربية من المدفن.
استخدم هذا المدفن كنيسة خلال الفترة البيزنطية يؤكد ذلك وجود المذبح والصلبان المنقوشة على حجارة الجدران. ويقال بأن المدفن كان مخفياً تحت أكوام الأتربة التي كشفت لاحقاً.